# 阿让通
阿让通（法語：Argenton，法語發音：[aʁʒɑ̃tɔ̃]）是法国洛特-加龙省的一个市镇，位于该省西北部，属于马尔芒德区。

## 地理
阿让通（44°23'6"N, 0°5'38"E）面积12.14 平方千米，位于法国新阿基坦大区洛特-加龍省，该省份为法国西南部内陆省份，北起多爾多涅省，西接吉倫特省和朗德省，南至热尔省，东临塔恩-加龙省和洛特省。
与阿让通接壤的市镇（或旧市镇、城区）包括：盖兰、普西尼亚克、布格隆、格雷泽-卡瓦尼昂、罗梅斯坦、吕菲亚克。

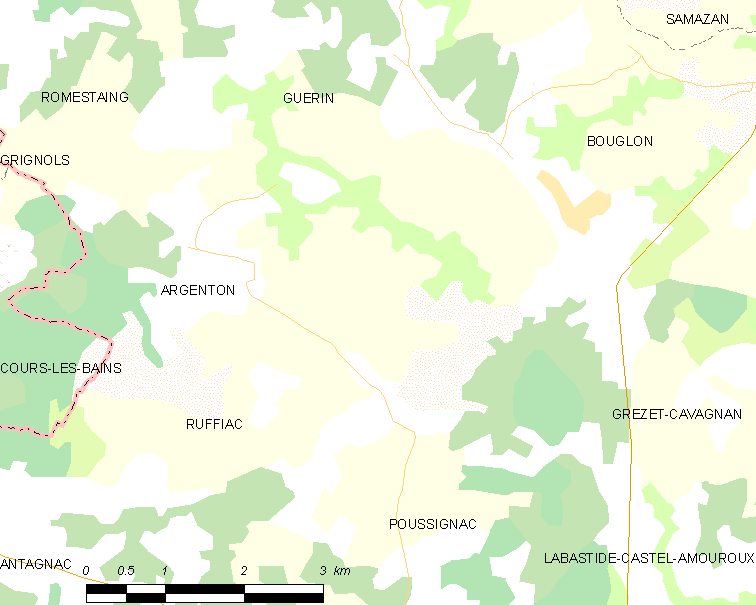
阿让通的OSM定位图

阿让通的时区为UTC+01:00、UTC+02:00（夏令时）。

## 行政
阿让通的邮政编码为47250，INSEE市镇编码为47013。

## 政治
阿让通所属的省级选区为加斯科涅森林县。

## 人口

1962-2008年间阿让通人口变化图示

阿让通于2022年1月1日时的人口数量为316人。